# 移轴镜头

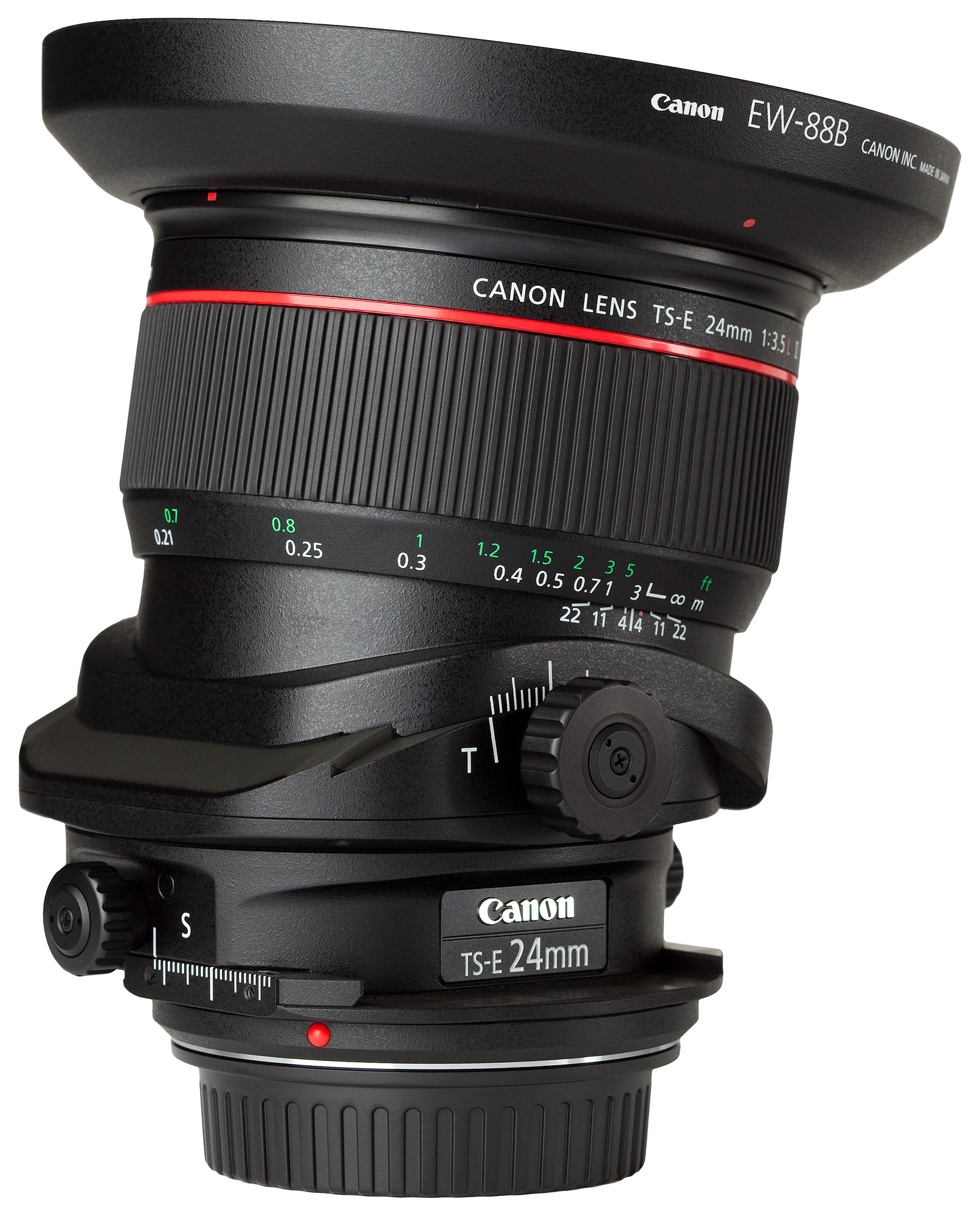
佳能TS-E 24mm f3.5L II移軸鏡頭

移轴镜头是一种将主光轴倾斜或偏移的镜头，具有一个可倾斜或平移的结构用来调节主光轴。
移轴镜头可以通过移动合焦面改变景深效果，或通过改变透视对被摄物体的形状进行补偿。